# アンネグレート・クランプ＝カレンバウアー
- アンネグレート・クランプカレンバウアー

アンネグレート・クランプ＝カレンバウアー（ドイツ語: Annegret Kramp-Karrenbauer、1962年8月9日 - ）は、ドイツの政治家。
ザールラント州首相やドイツキリスト教民主同盟（CDU）幹事長、同党党首を歴任し、2019年7月から2021年12月まで連邦国防大臣を務めた。頭文字の「AKK」を愛称とする。

## 経歴
1962年8月9日に西ドイツのザールラント州フェルクリンゲンに誕生した。1981年にCDUに入党し、1982年にアビトゥーアを取得した。
1984年にピュトリンゲン市議会議員となったのを皮切りに、連邦議会議員、ザールラント州議会議員、ザールラント州の内務・スポーツ相、ザールラント州首相などを歴任した。2018年2月からCDUの幹事長を務めた。
同年10月に実施されたバイエルン州とヘッセン州の州議会選挙で与党が敗北した責任を取り、CDU党首のメルケル連邦首相が党首の辞任と任期限りでの政界引退を表明したため、後継として党首選挙に立候補した。結果、党内保守派のフリードリヒ・メルツ元議員団長を僅差で破って党首に選出された。2019年7月には前任のウルズラ・フォン・デア・ライエン国防相が欧州議会で次期欧州委員会委員長に選出されたことを受けて、後任の国防相に就任した。

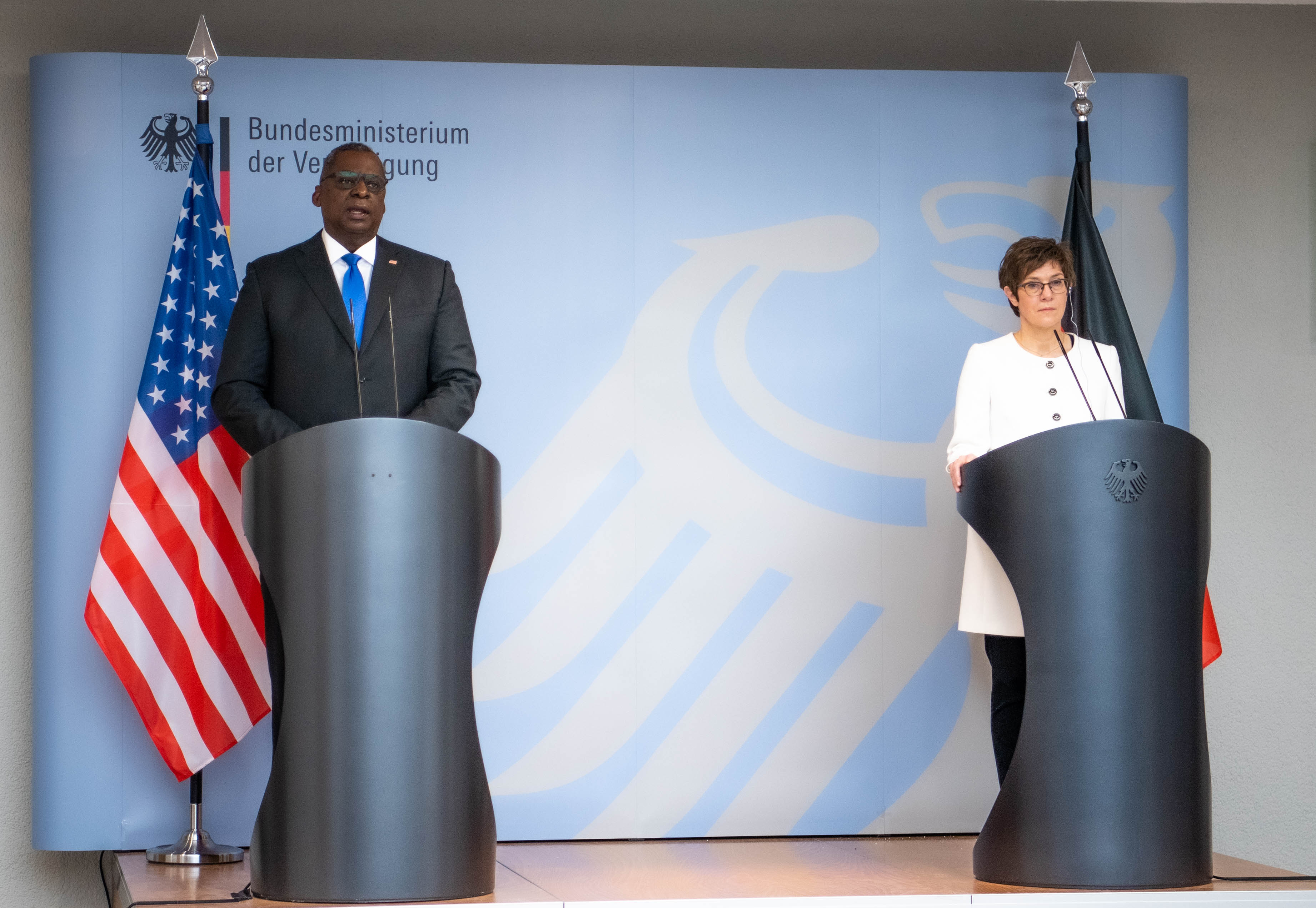
アメリカのオースティン国防長官（左）と（2021年4月13日）。

しかし、党首就任後は党の運営に苦戦し、2020年2月には旧東ドイツのテューリンゲン州において、CDU地区支部が党本部の意向を無視し、ドイツのための選択肢と提携した。同月5日に州議会で行われた同州首相選出選挙では、AfDの後押しを受けたトーマス・ケメリッヒを支持すると表明して批判を浴びるなど、求心力を失っていった。
これら混乱の責任をとり、同年2月10日に党首を辞任すると発表した。CDU下野に伴い、2021年12月に国防大臣を退任。
2020年6月30日、クランプ＝カレンバウアーはドイツ陸軍の特殊部隊「KSK」の一部解体を命じたと地元紙に明かしていた。解体の理由は、「指揮系統を一部逸脱する動きがあったため」だとAFP通信は報じていたものの、7月2日、CNNは消息筋の話として、KSKの解体の理由が、KSKの一部の中隊に極右思想を信奉する隊員が多数居る疑いがあるためだと報じた。
2023年11月3日、秋の叙勲で旭日重光章を受章。

## 家族
1984年に鉱業技術者のヘルムート・カレンバウアー（Helmut Karrenbauer）と結婚した。3人の子供がいる。